# Aerografia

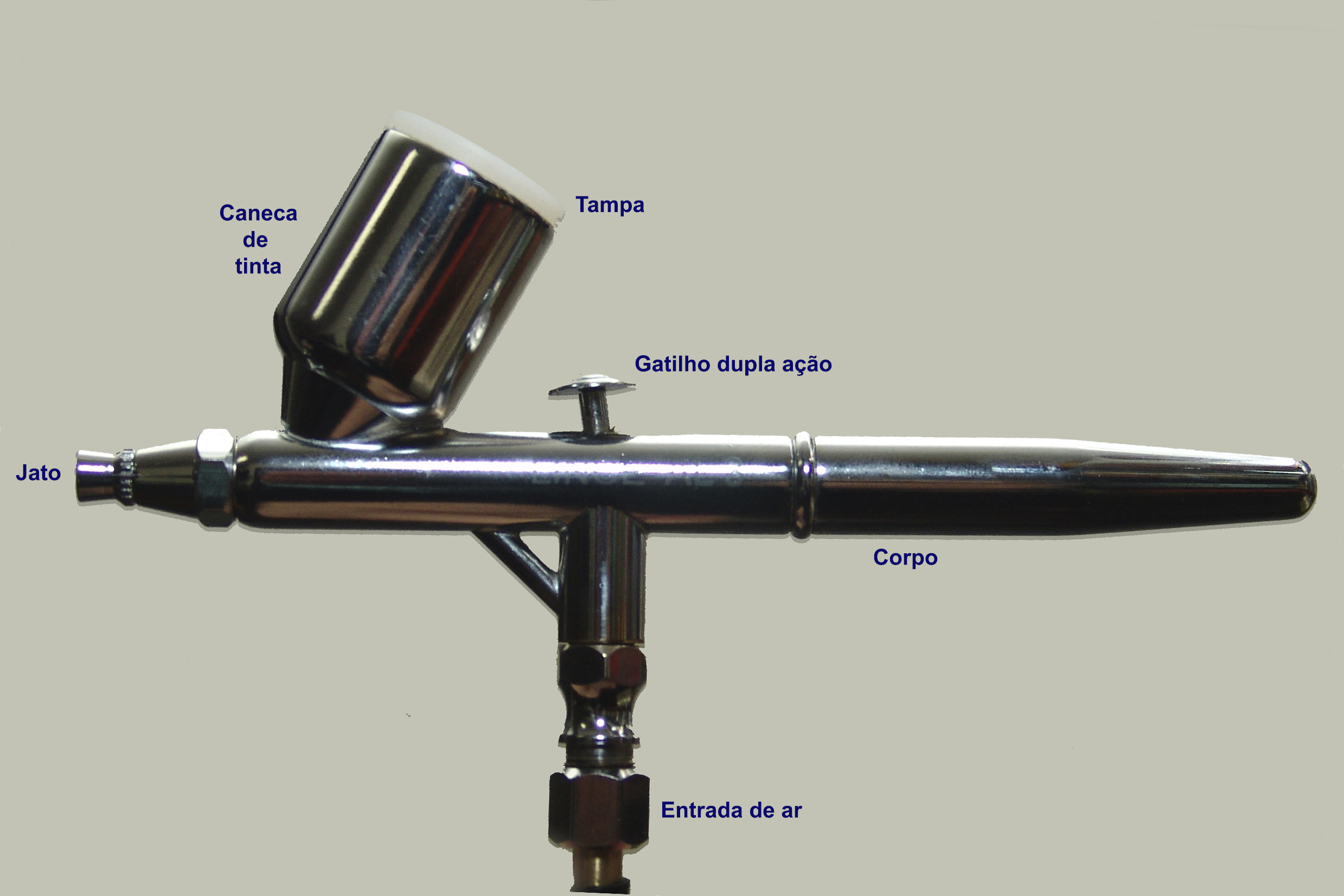
Aerògraf Lince de doble acció.

L'aerografia és una tècnica amb aplicacions industrials i artístiques en la qual es fa servir una pistola a pressió anomenada aerògraf, el funcionament de la qual consisteix en la polvorització de la pintura mitjançant un raig d'aire. Per a la pintura amb aerògraf s'utilitzen molts tipus de pintures que es dilueixen adequadament per tal que el raig sigui sempre fluid.
L'aerografia és una forma d'art molt present en el modelisme i en el món del motor. Per exemple, els motociclistes aficionats sovint decoren les seves motos amb molta originalitat pintant-les amb un aerògraf. A banda de la creativitat en el modelisme i la decoració de vehicles motoritzats, l'aerografia inclou altres camps de creació artística i pràctica de l'home. Podem trobar des de vehicles de tota classe decorats o pintats amb aerògraf, fins a botes, samarretes, roba, i diferents estris.

## Descripció
Com que és difícil realitzar la tècnica, que depèn de l'artista i de la qualitat dels equips per aconseguir-ho, la realització de la mateixa requereix una gran preparació dels professionals o estudiants d'art. Els resultats, però, tendeixen a compensar la dificultat.
Els estudiosos d'aquesta tècnica diuen que l'art de l'aerografia va aparèixer en els temps  prehistòrics, quan homes llançaven pigments en les cavernes (tinta) a través de tubs procedents d'ossos.

## Aerògraf
Per a aquesta tècnica, s'utilitza un instrument anomenat aerògraf, que es connecta a un  compressor d'aire i crea fins dolls d'aire amb petites gotetes de tinta.
Existeixen dos tipus d'aerògrafs, el d'acció simple i el de doble acció. En el primer, tant la pintura com l'aire surten al mateix temps i sempre en la mateixa proporció, quan hom prem el gallet. La barreja pot ser interna o externa. Al de doble acció, en canvi, el gallet té dos moviments independents, un només per l'aire i l'altre per a la barreja d'aire i pintura, de manera que es pot afegir tant aire com es vulgui a la mescla base. Com més aire tingui menys gruixut serà el polvoritzat.